# Rantau Jaya (Banjit)
Rantau Jaya is een bestuurslaag in het regentschap Way Kanan van de provincie Lampung, Indonesië. Rantau Jaya telt 1041 inwoners (volkstelling 2010).